# 下浦町
下浦町（しもうらまち）は、熊本県天草市の町である。旧称は下浦村。

## 地理
天草市の天草上島の旧本渡市南部区域及び上血塚島等を行政区域とする。

### 名物
ぽんかん
石工

## 教育機関

### 中学校
- 本渡東中学校

### 小学校
- 本渡東小学校

### 保育園
下浦保育園

## 交通

### 空港
- 天草飛行場

### 鉄道路線
- 鉄道は走っておらず、駅はない。最寄の駅は隣の宇城市にあるJR九州三角線の終点、三角駅。

### バス路線
- 九州産交バス

### 道路
一般国道
- 国道266号

主要地方道
- 熊本県道24号本渡下田線
- 熊本県道26号本渡牛深線
- 熊本県道34号松島馬場線
- 熊本県道35号牛深天草線
- 熊本県道44号本渡苓北線
- 熊本県道47号本渡五和線
- 熊本県道59号有明倉岳線